# Saison 2018-2019 du KRC Genk
Maillots
Chronologie
Saison précédente Saison suivante
La saison 2018-2019 du KRC Genk voit le club évoluer en Division 1A. C'est la 36e saison du club au plus haut niveau du football belge et la 22e consécutive. Le club participe également à la Coupe de Belgique.

## Préparation d'avant-saison

### Matchs amicaux
| 1er match                        | Bregel Sport | 0 - 10  | KRC Genk                                                                                 | De Richter, Genk  |                   |
| Mercredi 27 juin 2018 19:00 CEST |              | (0 - 7) | Benson 4e · Karélis 6e 7e 37e 39e 42e · Seigers 19e · Malinovskyi 55e 81e · Zhegrova 62e | Spectateurs : 454 | Spectateurs : 454 |

| 2e match                       | Thes Sport | 0 - 5   | KRC Genk                                                   | Gemeente Sport Park, Tessenderlo |                     |
| Samedi 30 juin 2018 18:00 CEST |            | (0 - 1) | Zhegrova 22e · Dewaest 57e · Samatta 63e 88e · Pozuelo 85e | Spectateurs : 1 251              | Spectateurs : 1 251 |

| 3e match                      | KRC Genk                                                    | 4 - 1   | Valenciennes FC | Sportpark Kerkebos, Swolgen |  |
| Dimanche 8 juillet 2018 17:00 | Paintsil 14e · Nestor 59e (csc) · Samatta 75e · Karélis 78e | (1 - 1) | Robail 20e      |                             |  |

| 4e match                          | KRC Genk                                                        | 5 - 2   | Royal Excel Mouscron     | Stade des Mines, Beringen |  |
| Samedi 14 juillet 2018 19:30 CEST | Trossard 25e 43e · Malinovskyi 34e · Karélis 69e · Zhegrova 75e | (3 - 0) | Pierrot 49e · Spahiu 81e |                           |  |

| 5e match                          | KRC Genk                                                                           | 6 - 1   | Spouwen-Mopertingen | Terrain B du KRC Genk, Genk |                   |
| Samedi 14 juillet 2018 13:00 CEST | Samatta 3e · Karélis 27e · Zhegrova 59e · Malinovskyi 78e · Gano 79e · Pozuelo 90e | (2 - 1) | Brouwers 29e        | Spectateurs : 800           | Spectateurs : 800 |

| 6e match                     | KRC Genk                                          | 4 - 0   | Olympiakos | Luminus Arena, Genk                             |                                                 |
| Samedi 21 juillet 2018 15:00 | Trossard 30e 65e · Malinovskyi 33e · Zhegrova 75e | (2 - 0) |            | Spectateurs : 8 150 Arbitrage : Lawrence Visser | Spectateurs : 8 150 Arbitrage : Lawrence Visser |

| 7e match                       | KSK Heist   | 1 - 3   | KRC Genk                   | Centre sportif communal, Heist-op-den-Berg |                              |
| Dimanche 22 juillet 2018 16:00 | Ventose 88e | (0 - 0) | Karélis 60e 62e · Seck 73e | Arbitrage : Jonas Timmermans               | Arbitrage : Jonas Timmermans |

## Transferts

### Été 2018
| Nom                 | Nationalité                      | Poste     | Transfert                     | Provenance/Destination   | Division             |
| ------------------- | -------------------------------- | --------- | ----------------------------- | ------------------------ | -------------------- |
| Arrivées            |                                  |           |                               |                          |                      |
| Jhon Lucumí         | Colombie                         | Défenseur | Transfert (2,5 M€)            | Deportivo Cali           | Liga Águila I        |
| Christophe Janssens | Belgique                         | Défenseur | Retour de prêt                | MVV Maastricht           | Eerste Divisie       |
| Joseph Paintsil     | Ghana                            | Milieu    | Transfert (3 M€)              | Tema Youth               | Ghana Premier League |
| Vladimir Screciu    | Roumanie                         | Milieu    | Transfert (2 M€)              | CS Universitatea Craiova | Liga 1               |
| Jakub Piotrowski    | Pologne                          | Milieu    | Transfert (2 M€)              | Pogoń Szczecin           | Ekstraklasa          |
| Zinho Gano          | Belgique                         | Attaquant | Transfert (1,8 M€)            | KV Ostende               | Division 1A          |
| Dieumerci Ndongala  | République démocratique du Congo | Attaquant | Transfert (1,35 M€)           | Standard de Liège        | Division 1A          |
| José Naranjo        | Espagne                          | Attaquant | Retour de prêt                | CD Leganés               | La Liga              |
| Départs             |                                  |           |                               |                          |                      |
| Gaëtan Coucke       | Belgique                         | Gardien   | Prêt                          | Lommel SK                | Division 1B          |
| Omar Colley         | Gambie                           | Défenseur | Transfert définitif (7,75 M€) | Sampdoria                | Série A              |
| Christophe Janssens | Belgique                         | Défenseur | Transfert définitif           | KVC Westerlo             | Division 1B          |
| Clinton Mata        | Angola                           | Défenseur | Retour de prêt                | Charleroi SC             | Division 1A          |
| Paolo Sabak         | Belgique                         | Milieu    | Transfert libre               | NEC Nimègue              | Eerste Divisie       |
| Siebe Schrijvers    | Belgique                         | Attaquant | Transfert définitif (3 M€)    | Club Bruges KV           | Division 1A          |
| José Naranjo        | Espagne                          | Attaquant | Transfert définitif (400 k€)  | CD Tenerife              | Segunda División     |
| Thomas Buffel       | Belgique                         | Attaquant | Transfert libre               | SV Zulte Waregem         | Division 1A          |
| Dante Vanzeir       | Belgique                         | Attaquant | Prêt                          | KFCO Beerschot Wilrijk   | Division 1B          |
| Dieumerci Ndongala  | République démocratique du Congo | Attaquant | Retour de prêt                | Standard de Liège        | Division 1A          |
| Holly Tshimanga     | Belgique                         | Attaquant | Fin de contrat                | Sans club                |                      |

## Résultats

### Ligue Europa

#### Tours de qualifications
Le tirage au sort de l'adversaire du KRC Genk pour le 2e tour de qualification de Ligue Europa a lieu le 20 juin 2018. Le match aller se déroule le 26 juillet et le match retour, le 1er août.
| 2e tour Aller                    | KRC Genk                                                      | 5 - 0   | CS Fola Esch | Luminus Arena, Genk              |                                  |
| Jeudi 26 juillet 2018 20:00 CEST | Malinovskyi 4e · Pozuelo 19e · Trossard 25e 73e · Dewaest 28e | (4 - 0) |              | Arbitrage : Martin Strömbergsson | Arbitrage : Martin Strömbergsson |

| 2e tour Retour                    | CS Fola Esch | 1 - 4   | KRC Genk                                 | Stade Émile-Mayrisch, Esch-sur-Alzette |                         |
| Mercredi 1er août 2018 18:00 CEST | Bensi 61e    | (0 - 2) | Zhegrova 13e 63e · Heynen 16e · Gano 59e | Arbitrage : Filip Glova                | Arbitrage : Filip Glova |

| 3e tour Aller                | KRC Genk                      | 2 - 0   | Lech Poznań | Luminus Arena, Genk     |                         |
| Jeudi 9 août 2018 20:00 CEST | Malinovskyi 44e · Samatta 56e | (1 - 0) |             | Arbitrage : Ionut Avram | Arbitrage : Ionut Avram |

| 3e tour Retour                | Lech Poznań | 1 - 2   | KRC Genk                     | Stade municipal, Poznań |  |
| Jeudi 16 août 2018 20:15 CEST | Cywka 50e   | (0 - 2) | Samatta 19e · Trossard 45+1e |                         |  |

## Statistiques
Les matchs amicaux ne sont pas pris en compte.

### Classement des buteurs
| Rang | Joueur             | Buts |
| ---- | ------------------ | ---- |
| 1er  | Ruslan Malinovskyi | 4    |
| 1er  | Leandro Trossard   | 4    |
| 3e   | Alejandro Pozuelo  | 2    |
| 3e   | Edon Zhegrova      | 2    |